# Belfer (serial telewizyjny)
Belfer – polski serial kryminalny udostępniany na platformie VOD Canal+ online oraz emitowany na antenie kanału telewizyjnego Canal+ Premium od 2 października 2016.

## Produkcja
Autorami scenariusza pierwszego sezonu byli Jakub Żulczyk i Monika Powalisz, a reżyserem całej pierwszej serii – Łukasz Palkowski. Reżyserami drugiego sezonu zostali: Krzysztof Łukaszewicz i Maciej Bochniak, zaś scenariusz napisali: Monika Powalisz, Jakub Żulczyk i Bartłomiej Ignaciuk. Trzeci sezon reżyseruje Łukasz Grzegorzek, zaś za scenariusz odpowiadają Monika Powalisz, Jakub Żulczyk, Kacper Wysocki, Liliana Pomykalska i Przemysław Nowakowski.
Okres zdjęciowy pierwszej serii rozpoczął się w lipcu 2015 r. Zdjęcia do serialu kręcono w Chełmnie, Chełmży (rynek), Kwidzynie (m.in. Szkoła Podstawowa nr 5), Warszawie (m.in. Szpital Kliniczny Dzieciątka Jezus), Wilanowie, Kampinoskim Parku Narodowym i nad Jeziorem Zegrzyńskim. Zdjęcia drugiej serii nakręcono we Wrocławiu, w Warszawie i w Wałbrzychu (m.in. dworzec kolejowy Wałbrzych Miasto), pomiędzy 4 kwietnia 2017 a lipcem 2017 r. Trzecią serię nagrywano w 2022 r. w Łodzi, Tuszynie, Pabianicach, Zgierzu, Ustce i na żaglowcu STS „Kapitan Borchardt”.

## Fabuła

### Seria 1
Akcja toczy się współcześnie w kilkutysięcznych Dobrowicach – fikcyjnej miejscowości na Pojezierzu Iławskim, na pograniczu województw: kujawsko-pomorskiego, pomorskiego i warmińsko-mazurskiego. Pod koniec sierpnia lokalną społecznością wstrząsa tajemnicza śmierć 17-letniej Joanny Walewskiej (Katarzyna Sawczuk) – wzorowej uczennicy miejscowej szkoły średniej, ze ściśle sprecyzowanymi planami na przyszłość. Tuż po tym dramatycznym wydarzeniu do miasteczka przybywa Paweł Zawadzki (Maciej Stuhr) – nauczyciel renomowanego warszawskiego liceum społecznego, który przyjmuje etat polonisty w tutejszej szkole. Mimo sporej nieufności ze strony miejscowych podejmuje on próbę wyjaśnienia okoliczności zdarzenia na własną rękę. Równocześnie toczy się oficjalne dochodzenie, prowadzone przez miejscową policję.

### Seria 2
Akcja przenosi się do Wrocławia, gdzie Paweł Zawadzki (Maciej Stuhr) zostaje zmuszony do podjęcia pracy w jednym z liceów. W pierwszych dniach jego nowej pracy dochodzi do tragedii.

### Seria 3
Po wyjściu z zakładu karnego, Paweł Zawadzki powraca w rodzinne strony – do nadmorskiego Małomorza, do swojego ojca, pracującego jako kapitan żeglugi. Rozpoczyna pracę w tamtejszym liceum, zostając wychowawcą klasy maturalnej. Podczas rejsu wycieczkowego, organizowanego przez ojca Pawła tonie jeden z uczniów, a jego śmierć rodzi liczne pytania, gdyż związek z nią może mieć praktycznie każdy z otoczenia nastolatka. Belfer rozpoczyna śledztwo na własną rękę, odkrywając też fakty związane z przeszłością swoich bliskich.

## Główne postacie
Wszystkie serie
- Maciej Stuhr jako Paweł Zawadzki

### Seria 1
- Paweł Królikowski jako Sławomir Słota – komendant policji w Dobrowicach
- Piotr Głowacki jako aspirant Rafał Papiński
- Aleksandra Popławska jako Ewa Walewska – matka Asi
- Robert Gonera jako Bogdan Walewski – ojciec Asi
- Józef Pawłowski jako Maciej Dąbrowa – chłopak Asi
- Łukasz Lewandowski – jako patolog
- Magdalena Cielecka jako Katarzyna Molenda – szefowa lokalnej fundacji
- Grzegorz Damięcki jako Grzegorz Molenda – lokalny biznesmen
- Joachim Lamża jako Ryszard Kumiński – lokalny biznesmen
- Andrzej Konopka jako Przybylski – burmistrz Dobrowic
- Krzysztof Pieczyński jako Lesław Dobrzański – redaktor „Głosu Dobrowic”
- Zbigniew Konopka jako dyrektor liceum
- Łukasz Simlat jako Daniel Poręba – nauczyciel WF
- Katarzyna Dąbrowska jako Marta Mirska – wychowawczyni klasy 2A
- Dariusz Toczek jako Cezary – nauczyciel historii
- Paulina Szostak jako Ewelina Rozłucka – przyjaciółka Asi
- Patryk Pniewski jako Łukasz Tarczyński – uczeń
- Aleksandra Grabowska jako Julia Molenda – uczennica
- Mateusz Więcławek jako Jan Molenda – uczeń
- Malwina Buss jako Jowita Wójcik – uczennica
- Sebastian Fabijański jako Adrian Kuś
- Michalina Rodak jako Daria Sadurska – uczennica
- Sandra Drzymalska jako Ola Kaczmarek – uczennica
- Jakub Zając jako Krystian Wróblewski – uczeń
- Mateusz Małecki jako Bujak – uczeń
- Piotr Kruszewski jako Yogi – uczeń
- Maciej Charyton jako Kuba Wróblewski – niepełnosprawny brat Krystiana
- Katarzyna Sawczuk jako Joanna Walewska – uczennica, ofiara morderstwa
- Szymon Piotr Warszawski jako Radosław Kędzierski-oficer CBŚ

### Seria 2
- Michalina Łabacz jako Magda Reiss
- Szymon Piotr Warszawski jako młodszy inspektor Radosław Kędzierski, oficer CBŚ
- Zofia Wichłacz jako Karolina Gontarska
- Dariusz Starczewski jako Karol Ebig, nauczyciel biologii
- Damian Kret jako Iwo Drawicz
- Aleksandra Konieczna jako Maria Zaborska, dyrektorka liceum
- Mirosław Haniszewski jako inspektor Ryszard Kowalczyk
- Stanisław Linowski jako Tymon Karski
- Bartosz Sak jako Sławek Godlewski
- Michał Gadomski jako Roman
- Joanna Sydor jako Aneta Gontarska, matka Karoliny
- Marek Kasprzyk jako Rafał Gontarski, ojciec Karoliny

### Seria 3[3]
- Roma Gąsiorowska jako komisarz Ewa Krawiec
- Jacek Koman jako Bogdan Zawadzki, ojciec Pawła
- Wiktoria Kruszczyńska jako Ada Krawiec, córka Ewy
- Michał Zieliński jako Kacper Krynicki
- Mirosław Baka jako Waldemar Krynicki, ojciec Kacpra
- Katarzyna Herman jako Barbara Krynicka, matka Kacpra
- Marek Kalita jako nadkomisarz Zbigniew Molak
- Hubert Miłkowski jako Bartek
- Kamil Pudlik jako Igor Podolak
- Roman Gancarczyk jako Olaf Podolak, ojciec Igora
- Karolina Kowalska jako Kinga Świtaj
- Jan Jankowski jako Robert Świtaj, ojciec Kingi
- Mateusz Wardyński jako Kuba
- Maciej Miszczak jako Aleksander Butryś, człowiek Waldemara Krynickiego
- Radosław Drożdż jako policjant Sebastian Drużbacki
- Agata Kulesza jako patolog Roztocka

## Spis serii
| Seria | Seria | Odcinki   | Pierwsza emisja telewizyjna (Canal+ Premium) | Pierwsza emisja telewizyjna (Canal+ Premium) | Pierwsza emisja telewizyjna (Canal+ Premium) | Pierwsza emisja telewizyjna (Canal+ Premium) | Pierwsza emisja telewizyjna (Canal+ Premium) |
| Seria | Seria | Odcinki   | Sezon                                        | Początek emisji                              | Koniec emisji                                | Pora emisji                                  | Średnia oglądalność                          |
| ----- | ----- | --------- | -------------------------------------------- | -------------------------------------------- | -------------------------------------------- | -------------------------------------------- | -------------------------------------------- |
|       | 1.    | 1–10 (10) | jesień 2016                                  | 2 października 2016                          | 27 listopada 2016                            | niedziela, 21:30                             | 267 318                                      |
|       | 2.    | 11–18 (8) | jesień 2017                                  | 22 października 2017                         | 10 grudnia 2017                              | niedziela, 21:30                             | 267 204                                      |
|       | 3.    | 19–26 (8) | jesień 2023                                  | 8 września 2023                              | 20 października 2023                         | piątek, 21:00                                | 57 640                                       |

## Lista odcinków
| Seria | Nr | Data premiery (Canal +) | Reżyseria                             | Scenariusz                                                         |
| ----- | -- | ----------------------- | ------------------------------------- | ------------------------------------------------------------------ |
| 1     | 1  | 2 października 2016     | Łukasz Palkowski                      | Jakub Żulczyk Monika Powalisz                                      |
| 1     | 2  | 2 października 2016     | Łukasz Palkowski                      | Jakub Żulczyk Monika Powalisz                                      |
| 1     | 3  | 9 października 2016     | Łukasz Palkowski                      | Jakub Żulczyk Monika Powalisz                                      |
| 1     | 4  | 16 października 2016    | Łukasz Palkowski                      | Jakub Żulczyk Monika Powalisz                                      |
| 1     | 5  | 23 października 2016    | Łukasz Palkowski                      | Jakub Żulczyk Monika Powalisz                                      |
| 1     | 6  | 30 października 2016    | Łukasz Palkowski                      | Jakub Żulczyk Monika Powalisz                                      |
| 1     | 7  | 6 listopada 2016        | Łukasz Palkowski                      | Jakub Żulczyk Monika Powalisz                                      |
| 1     | 8  | 13 listopada 2016       | Łukasz Palkowski                      | Jakub Żulczyk Monika Powalisz                                      |
| 1     | 9  | 20 listopada 2016       | Łukasz Palkowski                      | Jakub Żulczyk Monika Powalisz                                      |
| 1     | 10 | 27 listopada 2016       | Łukasz Palkowski                      | Jakub Żulczyk Monika Powalisz                                      |
| 2     | 1  | 22 października 2017    | Krzysztof Łukaszewicz Maciej Bochniak | Monika Powalisz Jakub Żulczyk Bartosz Ignaciuk Wojciech Bockenheim |
| 2     | 2  | 29 października 2017    | Krzysztof Łukaszewicz Maciej Bochniak | Monika Powalisz Jakub Żulczyk Bartosz Ignaciuk Wojciech Bockenheim |
| 2     | 3  | 5 listopada 2017        | Krzysztof Łukaszewicz Maciej Bochniak | Monika Powalisz Jakub Żulczyk Bartosz Ignaciuk Wojciech Bockenheim |
| 2     | 4  | 12 listopada 2017       | Krzysztof Łukaszewicz Maciej Bochniak | Monika Powalisz Jakub Żulczyk Bartosz Ignaciuk Wojciech Bockenheim |
| 2     | 5  | 19 listopada 2017       | Krzysztof Łukaszewicz Maciej Bochniak | Monika Powalisz Jakub Żulczyk Bartosz Ignaciuk Wojciech Bockenheim |
| 2     | 6  | 26 listopada 2017       | Krzysztof Łukaszewicz Maciej Bochniak | Monika Powalisz Jakub Żulczyk Bartosz Ignaciuk Wojciech Bockenheim |
| 2     | 7  | 3 grudnia 2017          | Krzysztof Łukaszewicz Maciej Bochniak | Monika Powalisz Jakub Żulczyk Bartosz Ignaciuk Wojciech Bockenheim |
| 2     | 8  | 10 grudnia 2017         | Krzysztof Łukaszewicz Maciej Bochniak | Monika Powalisz Jakub Żulczyk Bartosz Ignaciuk Wojciech Bockenheim |
| 3     | 1  | 8 września 2023         | Łukasz Grzegorzek                     | Przemysław Nowakowski Liliana Pomykalska Kacper Wysocki            |
| 3     | 2  | 15 września 2023        | Łukasz Grzegorzek                     | Monika Powalisz Liliana Pomykalska Kacper Wysocki                  |
| 3     | 3  | 22 września 2023        | Łukasz Grzegorzek                     | Przemysław Nowakowski Liliana Pomykalska Kacper Wysocki            |
| 3     | 4  | 29 września 2023        | Łukasz Grzegorzek                     | Monika Powalisz Liliana Pomykalska Kacper Wysocki                  |
| 3     | 5  | 6 października 2023     | Łukasz Grzegorzek                     | Przemysław Nowakowski Liliana Pomykalska Kacper Wysocki            |
| 3     | 6  | 13 października 2023    | Łukasz Grzegorzek                     | Monika Powalisz Liliana Pomykalska Kacper Wysocki                  |
| 3     | 7  | 20 października 2023    | Łukasz Grzegorzek                     | Przemysław Nowakowski Liliana Pomykalska Kacper Wysocki            |
| 3     | 8  | 27 października 2023    | Łukasz Grzegorzek                     | Monika Powalisz Liliana Pomykalska Kacper Wysocki                  |

## Oglądalność i odbiór
Serial otrzymał pozytywne recenzje i był najchętniej oglądanym programem na platformie nc+ 2 października, dając stacji udział oglądalności na poziomie 3,13% (dla porównania udział stacji w I półroczu 2016 roku wyniósł 0,22%). W czasie emisji premierowych odcinków nadający je Canal+ był trzecią najchętniej oglądaną stacją telewizyjną w Polsce z wynikiem średnio 267 tys. widzów. Pierwszy odcinek drugiej serii (22 października) został wyemitowany w 43 kinach Helios o godzinie 20:30. Pierwszy sezon otrzymał następujące nagrody: Orły 2017 – najlepszy filmowy serial fabularny, Telekamery 2017 – Specjalna Telekamera, Bestsellery Empiku 2016 – wydarzenie roku. Drugi sezon cieszył się bardzo podobną popularnością, zaliczając drobny spadek przed finałowym odcinkiem.
Trzeci sezon emitowany po sześcioletniej przerwie, na antenie stacji Canal+ Premium oglądało średnio 58 tys. widzów.